# Klaus Doldinger

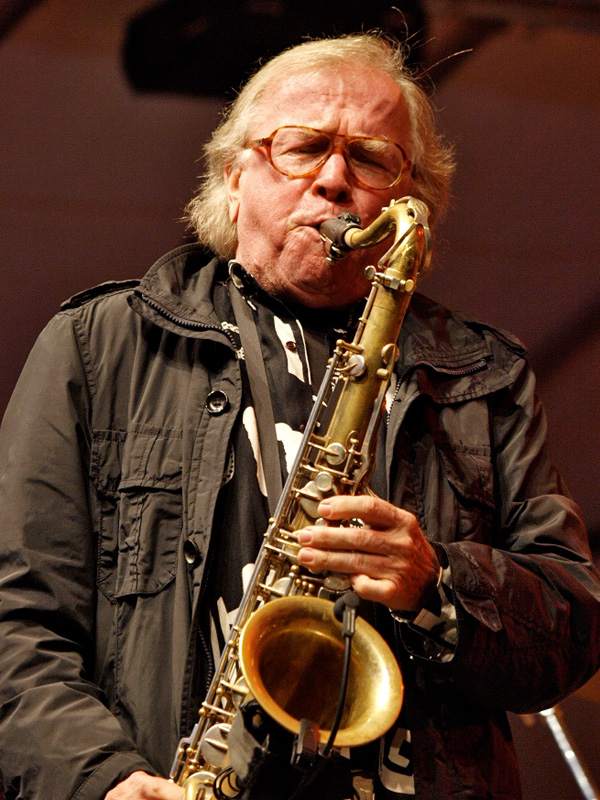
Klaus Doldinger

Klaus Erich Dieter Doldinger (Berlim, 12 de maio de 1936) é um compositor, saxofonista e arranjador alemão que fez uma colaboração com o cineasta alemão Wolfgang Petersen: A Odisseia do Submarino 96 (Das Boot) (1981) e História Interminável (The Neverending Story) (1984, juntamente com o compositor da música electrónica italiano Giorgio Moroder).